# Markthalle Basel

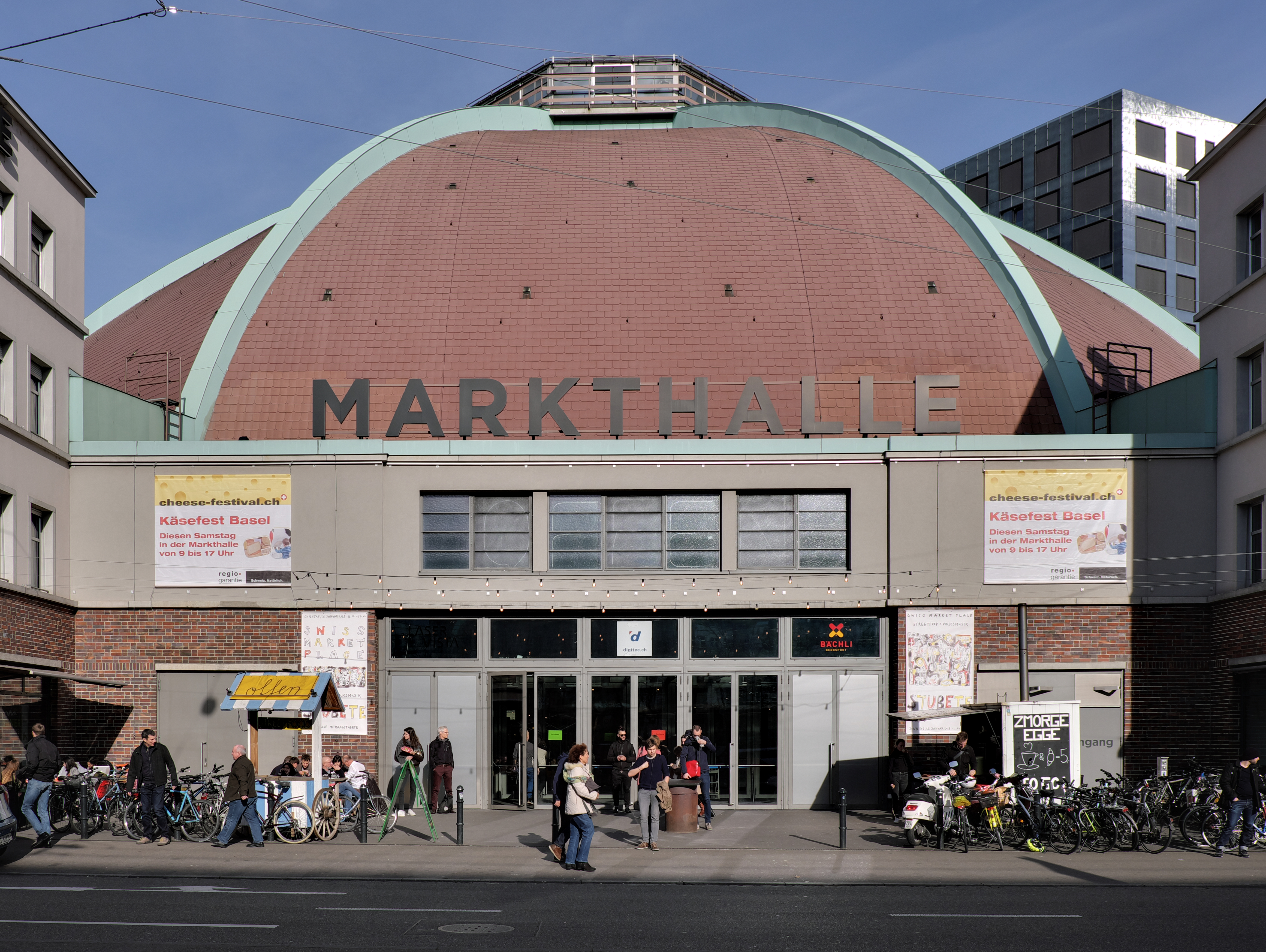
Markthalle von aussen

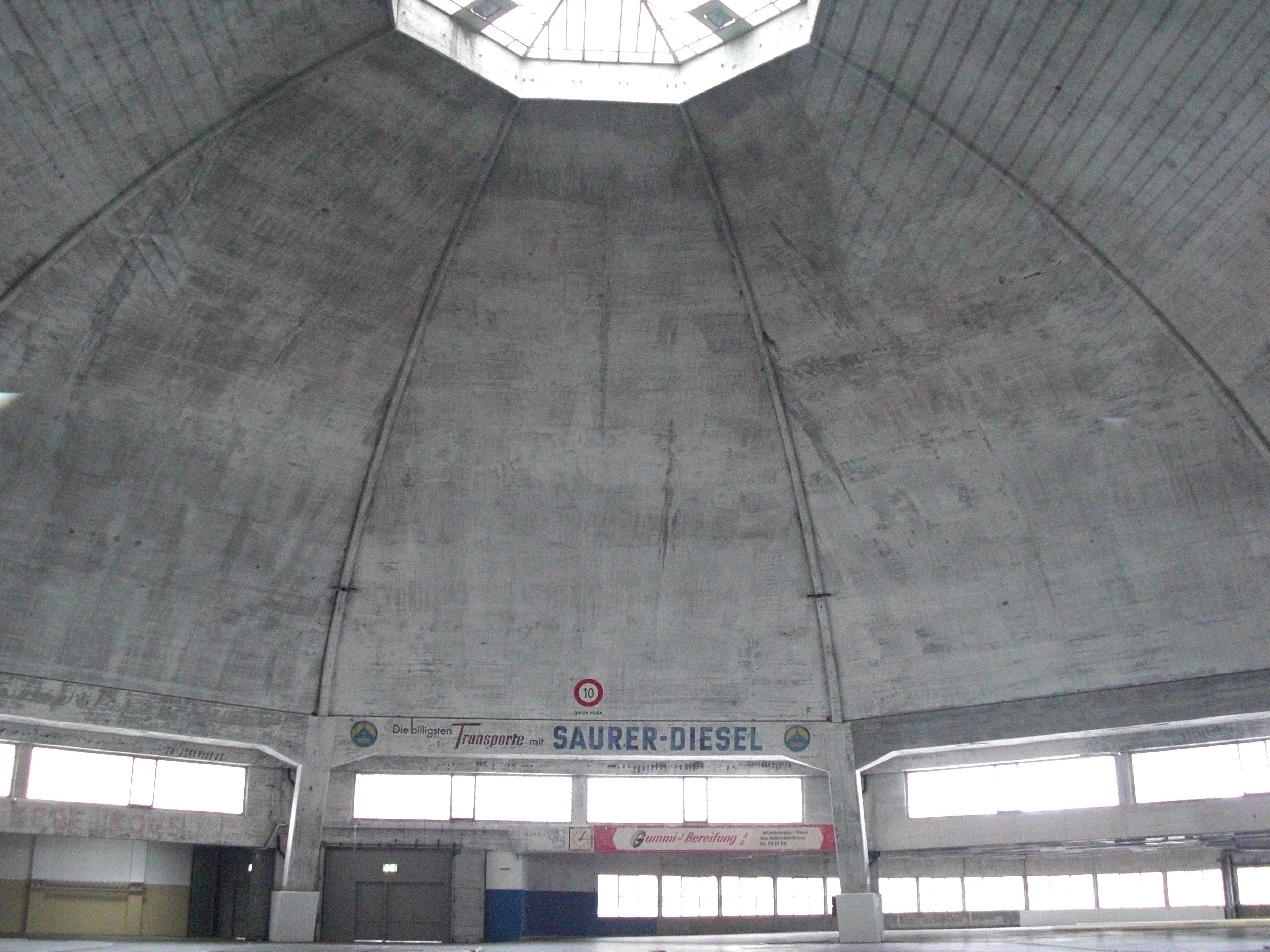
Markthalle von innen

Die Markthalle Basel (auch «Grossmarkthalle» genannt) ist ein 1929 in Basel errichtetes Bauwerk, das bis 2004 für den Marktbetrieb genutzt wurde. Nach einem mehrjährigen Leerstand folgte ein Umbau und die Eröffnung von verschiedenen Fachgeschäften. Heute dient die Markthalle vor allem als Ort für kulturelle Anlässe (z. B. Flohmärkte, Kochkurse, öffentliche Führungen, Konzerte, Comedy Nights) und als Verpflegungsstätte mit Streetfood-Ständen aus aller Welt.

## Bau
Das Schalengewölbe der Achteckkuppel war eine Weiterentwicklung der Kuppelkonstruktion der Leipziger Großmarkthalle. Es hat bei einer Spannweite von 60 Meter eine Stärke von acht Zentimetern, ist 27 m, nach anderen Angaben 28 m, hoch und besitzt die Form von Zykloiden. Der Entwurf der Markthalle Basel stammt von dem Ingenieur Adolf Goenner, der 1929 vor Vollendung des Baus starb, und seinem Partner, dem Architekten Hans Ryhiner, der danach die Fertigstellung des Bauwerks leitete. Die Bauausführung erfolgte durch die Züblin AG nach den Plänen und Berechnungen von Hubert Rüsch der Dyckerhoff & Widmann AG. Zum Zeitpunkt ihrer Eröffnung war die Markthalle der drittgrösste Stahlbeton-Kuppelbau der Welt. Die Anlage steht heute unter Denkmalschutz. Bis 2004 diente die Markthalle als Umschlagplatz und wurde aufgrund veränderter Distributionswege geschlossen.

## Geschichte seit Ende des Grossmarktes
Der Zoo Basel schlug im Jahr 2006 vor, in der Markthalle ein «Polarium» einzurichten, in dem Pinguine und andere aus den Polargebieten stammende Tiere gehalten werden sollten. Dieses Konzept gewann die breite Unterstützung der Bevölkerung, einiger Politiker und auch der Tourismusförderung. Die Stadt Basel verkaufte die Markthalle jedoch an die Immobilien-Investorin Allreal AG, welche die Halle in den Jahren 2009 bis 2011 umbaute und sanierte (Blaser Architekten, Basel). Auf zwei Etagen entstanden Flächen für Modegeschäfte, Gastronomie, ein Bergsport- und ein Computerfachgeschäft; unter der Kuppel finden hin und wieder Veranstaltungen statt. Direkt neben der Markthalle wurde zur gleichen Zeit ein zwölfstöckiger Turm mit Wohnungen erstellt. Nur die Filialen von Bächli Bergsport und digitec wurden rege besucht, während die auf hochpreisige Mode ausgerichteten Geschäfte sich über eine Besucherflaute beklagten.
2011 ging die Halle in den Besitz der CSA Real Estate Switzerland, einer Tochter der Credit Suisse Anlagestiftung, über. Mit einem neuen Konzept, unter anderem der Einrichtung von Marktständen und Gastronomiebetrieben, wird seit Oktober 2013 von einem Team um die auf Umnutzungen spezialisierte Basler Architektin Barbara Buser versucht, die Markthalle wieder in ihre ursprüngliche Funktion als Marktplatz und Treffpunkt zurückzuführen. Als Betreiber dient hierzu die neu gegründete Markthallen AG Basel. Per 1. August 2016 erwarb die Edith Maryon AG, eine Tochterfirma der gemeinnützigen Stiftung Edith Maryon aus Basel, die Markthalle samt Sockelgeschoss und Nebenbauten (aber ohne den neuen Turm), um sie der Immobilienspekulation zu entziehen und als öffentlichen Kulturort zu erhalten. Die Markthalle wird von der Markthallen AG Basel betrieben. Sie ist seit Mitte 2013 Mieterin der Kuppel mitsamt ihren Einbauten. Sie koordiniert das Gesamtgeschehen, erteilt Bewilligungen zur Teilnahme am Markt, vermietet Räume und wäscht das Geschirr. Direkt bewirtschaftet die Markthallen AG Basel das Marktbüro, das Kultur- und Spezialmarktprogramm, die Kulisse und Möblierung der Halle, Firmen- und Privatanlässe, die Hausbar, die Geschirrwaschstrasse sowie die Reinigung. Stände, Foodtrucks, Läden, Produktionsräume und die übrigen Bars werden in Untermiete von Partnern der Markthallen AG Basel betrieben.
Seit Mai 2019 organisiert und kuratiert die Markthalle zudem an verschiedenen Standorten in der Stadt Basel die «Küchenkarawane». Eine wechselnde Anzahl an Foodtrucks (die die Markthalle nicht selbst betreibt, sondern auswählt) stehen an unterschiedlichen Plätzen in Basel.